# グリムガーデンの少女-witch in gleamgarden-
『グリムガーデンの少女 -witch in gleamgarden-』（グリムガーデンのしょうじょ ウィッチ・イン・グリームガーデン）は、2013年7月26日にCOSMIC CUTEから発売されたアダルトゲーム。

## 概要
ガーデンと呼ばれる収容施設に収容された魔女と呼ばれる少女たちとの交流によって描かれる物語。

## 登場人物

### 主人公
飛鷹 冬児（ひだか とうじ）
“保護監督官” として、収容者たちとガーデン内で暮らしていて彼女たちを導く教師を務める。
幼い頃は会神館流の道場に通っており、それなりの使い手である（桜子より下だが、不意打ちで桜子をあっさり組み伏せる事も出来る）。桜子の事を当時は桜ちゃんと呼んでいた。

### メインヒロイン
和泉 桜子（いずみ さくらこ）
声 - 有栖川みや美
仲間を決して見捨てられない心優しい少女。
実は冬児とは幼い頃に同じ道場で修業をしていた所謂幼馴染みでもある。
グリムは『影』。影の刃で、自身が敵意を向けた者を無作為に切り裂くものである。威力は向けた敵意の量に比例し、強い敵意を持たれるほど危険になる。
開始時点では制御できていない。千歳とは違い制御する気はあるが訓練はしていない。
対戦相手である師範格の青年、彼女を止めに入った者だけでなく、自身の父親までもグリムで傷つけた（一番深いのは父親）。
会神館流の跡取りとして幼い頃より厳しく育てられた。

楠木 由真（くすのき ゆま）
声 - 奏雨
臆病な性格の少女。
グリムは『共感』。周囲の人間の感情や記憶を映像や声として読み取るものである。
開始時点で既にある程度の制御は出来ているが、収容された時には能力により心神喪失状態であった。
朝比奈 千歳（あさひな ちとせ）
声 - 美月
いつでも明るい笑顔の少女。
グリムは『幸運』。周囲の人間の運を奪うものである。
桜子と同じく開始時点では制御できていない。というより制御しようとすら思っていない。認識番号は20302518。
好きなものはいくら丼、最初に洗う場所は二の腕、男性の身体で魅力と感じる場所は鎖骨、エロワードはちんすこう（作中より）。
白雪（しらゆき）
声 - 藤咲ウサ
ガーデン内の雑用などをこなしている。桐原の秘書兼学内の雑用。腕に雑用と書かれた腕章を付けている。
彼女もグリムであり、進度（レベル）は3。

### サブキャラクター
桐原 瑞穂（きりはら みずほ）
声 - 海原エレナ
ガーデンの代表者を務める。
恋塚 若葉（こいづか わかば）
声 - 星リルカ
高飛車な態度をとる魔女。
グリムは『電撃』。本人曰くレベルは3。
魔女でも勝ち取れる未来を目指す為に冬児に接触してくる。
南雲 良平（なぐも りょうへい）
声 - 深川緑
冬児の元同僚であり、友人である。
和泉 涼彦（いずみ すずひこ）
声 - 由貴恵
桜子の兄。魔女を集めて反公社組織を作っている為、指名手配されている。
『変貌』のグリムを使う事が出来る。
ルナ
声 - 水崎来夢
『防疫公社』から逃れた魔女。
冬児はどこか懐かしいもの感じ、本来なら敵対するはずだが、肩入れしている。
八十島 伸（やそじま しん）
声 - 葵海人
研究部門の代表で『魔女』は実験道具としか見ていない。
志筑 暁生（しづき あきお）
声 - [[]]
桜子がグリムを発現したときに相手をしていた師範格の青年。
桜子ルートで登場。
吉野 碧（よしの みどり）
声 - 百瀬ぽこ
千歳がグリムを発現したときに被害に遭った友人。結構な有名人。
彼女は当初は気味悪く思ったり恨んだりしていたが、グリムについて勉強し、理解したため今では特に恨んだりなどはしていない。
千歳ルートで登場
吾妻 悠二（あづま ゆうじ）
声 - 祭大!!
一連の爆弾事件の犯人。ルートによっては捕まるが自殺する。
グリム保有者であり、飛ぶことができる。

## 用語
魔女
突如グリムを発現させた女性の事。
作中でのセリフ等を見る限り心に強く何かを抱えていないと発現しないもよう。
グリム
『魔女』が使うもので感情により発現する。下記のようにいくつかの進度(レベルのルビが振られているためレベルと表記)の分けられている。
レベル1
制御も何も出来ていない状態。発現した直後はこれになる。催眠療法と抑制剤を使った治療になる。桜子と千歳は開始時点ではこのレベルである。
1～2年以内にレベル2にならなければ研究施設に送られ、実験に扱われる事になる。
実際は抑制剤も効かなくなり、グリムの制御も出来ない為、暴走しそのままグリムに飲み込まれ、『処置』（おそらくは致死量に近い量の薬の投与）され、法的にも『死亡した事』になり研究部門にて人体実験に扱われる。という流れである。この状態の魔女は『ジャンク』と呼ばれている。
レベル2
訓練を積み、ある程度制御できるようになった状態。
レベル3
さらに訓練を積み、ある程度コントロールできるようになった状態。このレベルになると一時的に外に出る事も可能。由真は既にこのレベルである。
制御キー
投薬と催眠によるグリムの抑制を解除する為の物。冬児は桜子、由真、千歳の3名の制御キーを持っている。
もう一つ機能があり、それは電流で対象者を直接痛めつけるもので、冬児曰く「そちらが一般的な使い方」との事。
その痛めつける方の機能は瑞穂の意向もあり、ガーデン内では使われていないもよう。ただし、冬児は元々そちらの方の仕事をしていたため使う事に躊躇いは一切ない。
会神館流
桜子と冬児が習っていた格闘技である。
桜子はいずれは『許し』と呼ばれる儀式を行い、次期当主にならなければいけないが、グリムの発現により、中止となった。
訓練は厳しく、過酷である。骨の折り方すらも訓練に入っているもよう。

## スタッフ
- 企画・シナリオ - 飯田和彦
- キャラクターデザイン・原画 - CH＠R
- SDキャラクターデザイン・イラスト - あぼしまこ
- OPムービー - 北原史尋

## 主題歌
オープニングテーマ「revelation」
編曲 - 伊賀拓郎 / 歌・作詞・作曲 - riya（eufonius）